# Libyen-Affäre (Schweiz)

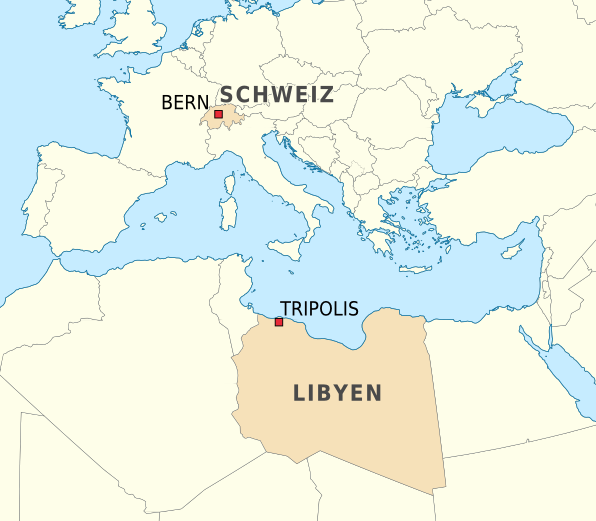
Libyen und die Schweiz

Als Libyen-Affäre wird ein Konflikt zwischen der Schweizer Regierung (Bundesrat) und Libyen oder dessen damaligem Diktator Muammar al-Gaddafi zwischen 2008 und 2011 bezeichnet.

## Ablauf des Konflikts

### Festnahme in Genf

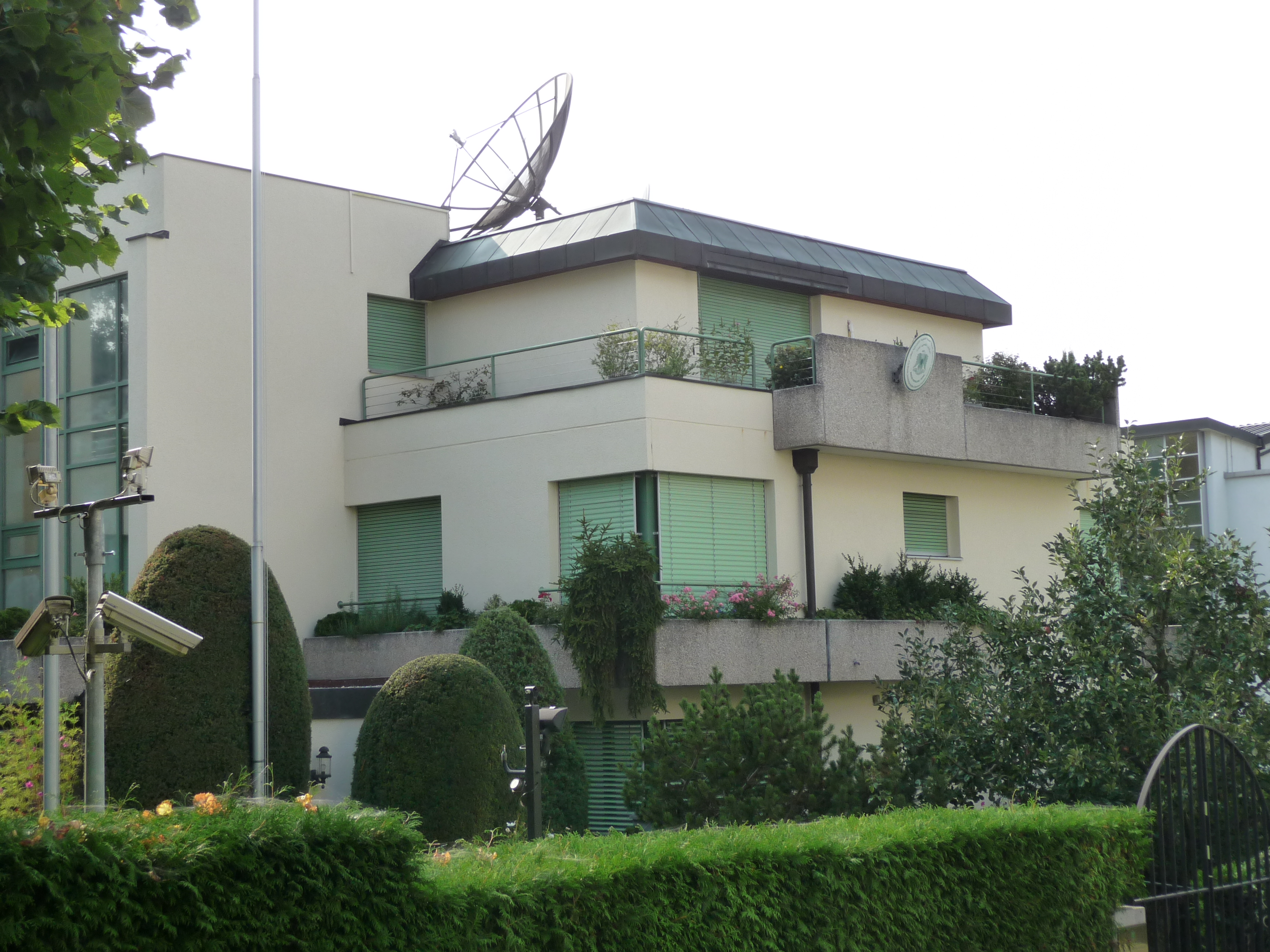
Libysche Botschaft in Bern

Lage des Hotels in Genf

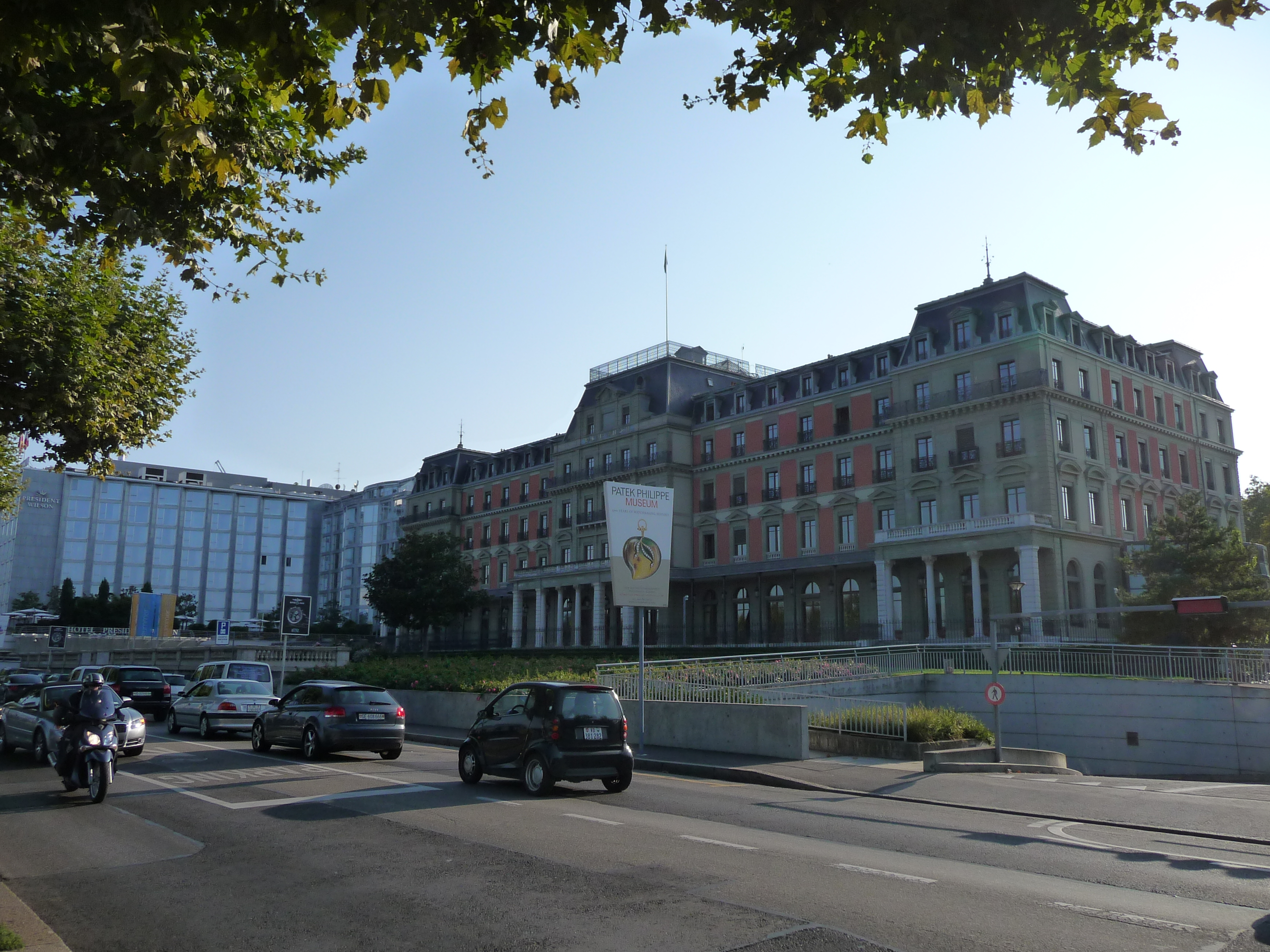
Hotel Président Wilson

Am Mittwoch, 2. Juli 2008, wurde dem Eidgenössischen Departement für auswärtige Angelegenheiten (EDA) von der libyschen Botschaft in Bern hoher Besuch angekündigt. Muammar al-Gaddafis Sohn Hannibal reiste mit seiner Frau Aline, geborene Aline Skaf, in die Schweiz ein. Die Eheleute wurden von ihrem dreijährigen Sohn, von zwei Leibwächtern, drei Ärzten und zwei Hausangestellten begleitet. Sie stiegen im Luxushotel Président Wilson in Genf ab, welches als teuerstes Hotel weltweit eingeschätzt wird, wo sie zehn Suiten belegten.
Zehn Tage später meldeten sich die beiden Hausangestellten – eine Frau und ein Mann – per Telefon bei der Genfer Polizei. Sie sagten, sie würden von ihren Arbeitgebern schwer misshandelt und bedroht. Die beiden Bediensteten zeigten den Sohn des Diktators und seine Ehefrau an, wurden in ein Krankenhaus gebracht und suchten Zuflucht in einem Genfer Zentrum für Gewaltopfer. Direkt nach der Flucht hatte die Genfer Polizei einen Arzt herbeigerufen, der an den Hausangestellten sowohl frische Verletzungen als auch solche älteren Datums feststellte. Die beiden Kläger wurden unter den Schutz der Polizei gestellt und kehrten nicht ins Hotel zurück. In einer Dokumentation des Schweizer Fernsehens wurden von den Blutergüssen im Gesicht der Frau Fotos gezeigt, die im Krankenhaus aufgenommen worden waren.
Am Morgen des 15. Juli betraten vier Genfer Polizeibeamte in Zivilkleidung das Hotel. Die Polizisten wollten das Ehepaar Gaddafi diskret zur Befragung auf den Posten mitnehmen. Im Korridor des dritten Stockes versperrten ihnen zwei libysche Bodyguards und zwei Schweizer Sicherheitsleute den Weg. Es kam zu Diskussionen, die über eineinhalb Stunden dauerten. Auch ein Diplomat der libyschen UNO-Botschaft, alarmiert vom Generaldirektor des Hotels, stiess dazu. Als klar war, dass die Polizisten nicht zum Ehepaar Gaddafi vorgelassen werden, rief der leitende Polizeioffizier zwanzig Beamte herbei.
Im Korridor kam es zu einem Handgemenge zwischen den zwei Dutzend Polizisten und den beiden libyschen Leibwächtern. Die Schweizer Sicherheitsleute verhielten sich ruhig. Einer der Leibwächter wurde durch Schläge im Gesicht verletzt, als er einem Polizisten in den rechten Arm biss. Die beiden unbewaffneten Libyer wurden schnell überwältigt.
Der Sicherheitsdienst des Hotels öffnete die Suite mit einem Generalschlüssel, rund zwanzig Beamte stürmten die Zimmer. Hannibal kam aus einem Umziehraum ins Zimmer und leistete keinen Widerstand. Die Polizei fesselte ihn aus Sicherheitsgründen mit Handschellen. Sie betonten später, sie hätten Hannibal die Handschellen im Stehen angelegt. Auch in das Zimmer von Aline stürmten Beamte. Die Libyer behaupteten in einem Memorandum vom 5. September 2008, die Beamten hätten Hannibal eine Waffe ins Gesicht gehalten und ihm eine Kapuze über den Kopf gestülpt. Dies wird von Schweizer Seite und allen Zeugen bestritten. Der dreijährige Sohn wurde schliesslich in die Obhut von Alines Schwägerin gegeben, die zufällig im Hotel war. Hannibal wurde durch einen Hinterausgang des Hotels geführt und in einem gepanzerten Wagen zur Polizeistation gefahren. Seine Frau wurde mit einem Rollstuhl zu einer Ambulanz und unter Polizeischutz ins Spital gefahren. Hannibal wurde in ein Verhörzimmer gebracht. Bis um 22.15 Uhr wurde er zweimal verhört.

«Ich wurde erniedrigt. Ich war nie gewalttätig. Meine Hausangestellten wollen einfach Asyl in der Schweiz. Meine Bodyguards hätten mich wecken sollen. Hätten Sie direkt mit mir Kontakt aufgenommen, wäre ich ohne Probleme mitgekommen.»

Die Nacht verbrachte er im Gerichtsgebäude in einer Arrestzelle.
Am 16. Juli 2008 wurde Gaddafi vom Untersuchungsrichter Michel Graber zwei Stunden lang verhört. Gaddafi wurde dabei von mehreren Anwälten begleitet. Dann befragte der Richter die Ehefrau Aline zu den Vorwürfen der beiden Hausangestellten. Auch sie bestritt, je Hand an die Hausangestellten gelegt, sie beleidigt oder bedroht zu haben. Vielleicht sei sie, wohl wegen der Schwangerschaft, kurz angebunden gewesen, sagte sie. Und zur angeblichen Freiheitsberaubung: «Es ist unmöglich, jemanden in sein Hotelzimmer einzuschliessen, denn man kann alle Türen von innen öffnen.» Untersuchungsrichter Graber erliess schliesslich zwei Haftbefehle gegen das Paar: wegen einfacher Körperverletzung, Drohung und Nötigung. Den Vorwurf der Freiheitsberaubung liess er fallen. Einen Tag später, um 17.25 Uhr, wurde Hannibal gegen eine Kaution von 200'000 Franken und Aline gegen eine Kaution von 300'000 Franken freigelassen.
Die beiden Hausangestellten zogen Anfang September 2008 ihre Anzeigen gegen das Ehepaar Gaddafi zurück, nachdem in Libyen zwei Schweizer Geschäftsleute in Arrest genommen worden waren. Die Hausangestellten erhielten zuvor von unbekannter Seite eine angemessene Entschädigung und aus humanitären Gründen eine vorübergehende Aufenthaltserlaubnis in der Schweiz. Der Genfer Generalstaatsanwalt Daniel Zappelli stellte darauf das Strafverfahren ein. Eine leichte Körperverletzung und eine Drohung, sagte Zappelli, seien schliesslich «keine Offizialdelikte».

### Massnahmen Libyens gegen die Schweiz

#### Wirtschaftlich
Muammar al-Gaddafi hat nach der Festnahme in Genf die wirtschaftliche Zusammenarbeit mit der Schweiz eingestellt. Als Begründung führten die Libyer «die schlechte Behandlung mehrerer libyscher Diplomaten und Geschäftsleute durch die Polizei des Kantons Genf» an.

##### Erdölstopp

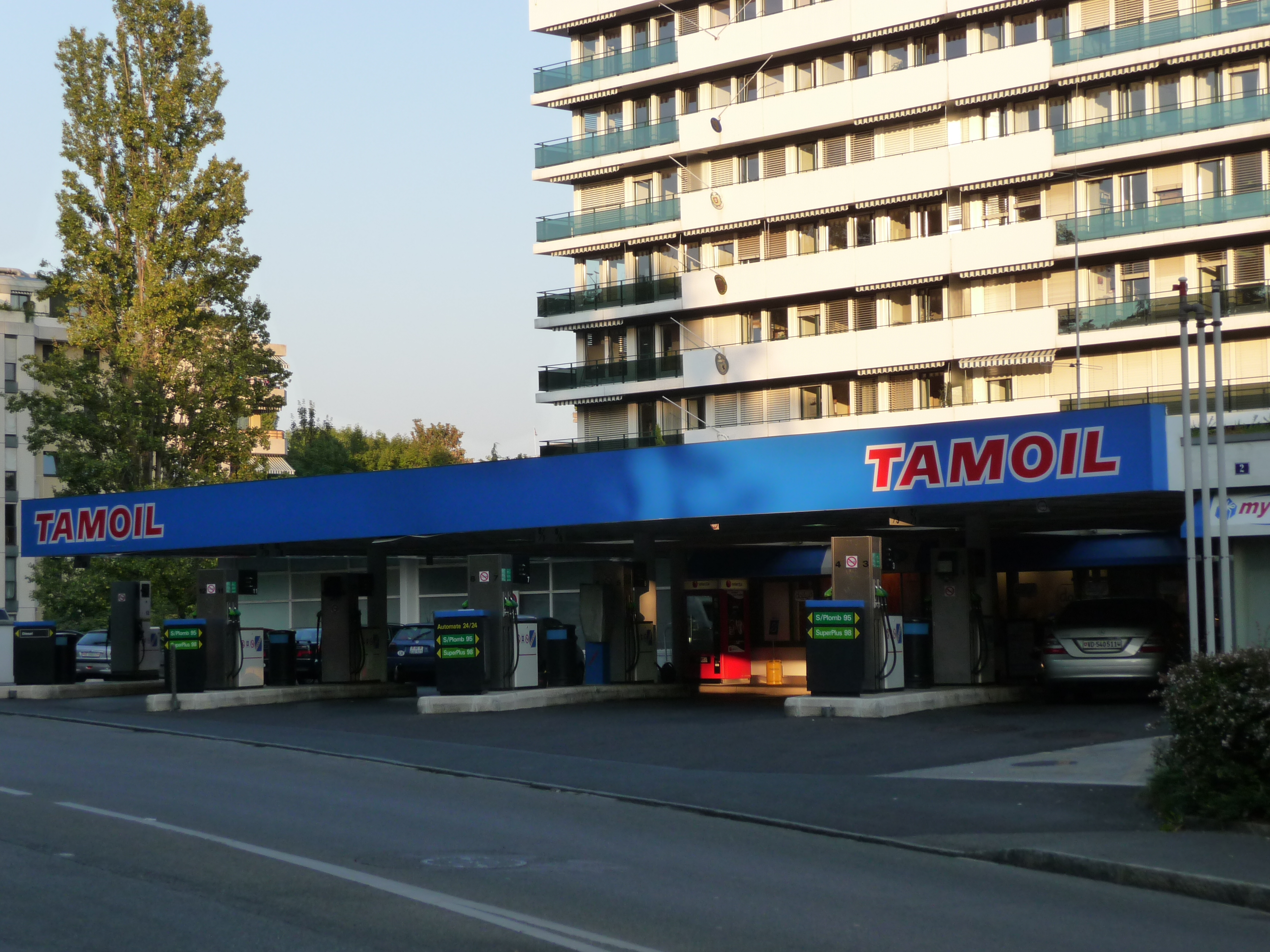
Eine Tamoil-Tankstelle in Genf

Am 8. Oktober 2008 wurden die Erdöllieferungen von Libyen an die Schweiz eingestellt. Hinter der Aktion wird die Rache von Gaddafi vermutet.

«Libyen hat seine Rohöllieferungen am Mittwoch suspendiert.»

In Tripolis hatte es zuvor geheissen, der Lieferstopp sei eine Folge des nach wie vor ungelösten Konflikts um die vorübergehende Verhaftung. Beim Eidgenössischen Departement für auswärtige Angelegenheiten war am Mittwochabend dazu keine Stellungnahme erhältlich.

«Das EDA kann sich nicht näher dazu äussern, weil es von offizieller libyscher Seite keine dahingehenden Informationen erhalten hat.»

Für die Schweizerische Erdölvereinigung ist der Lieferstopp ärgerlich, jedoch nicht bedrohlich und die Versorgung mit Erdöl in der Schweiz war nicht im Geringsten gefährdet. Auch sei der Preis für die Konsumenten nicht gestiegen und der libysche Lieferstopp hätte in der Schweiz erst nach zwei bis drei Wochen Auswirkungen gezeigt.
Am meisten jedoch betroffen war die Tamoil-Raffinerie in Collombey im Kanton Wallis, die in libyschem Besitz ist und 320 Tamoil-Tankstellen in der Schweiz betreibt. Die Raffinerie in Collombey lieferte jährlich 2,2 Mio. Tonnen Erdölprodukte, was einem Fünftel des schweizerischen Bedarfs entsprach. Offizielle Reaktionen der Schweiz gab es bislang nicht.

«Das ist eine Entscheidung der libyschen Regierung und nicht von Tamoil.»

##### Geldabzug

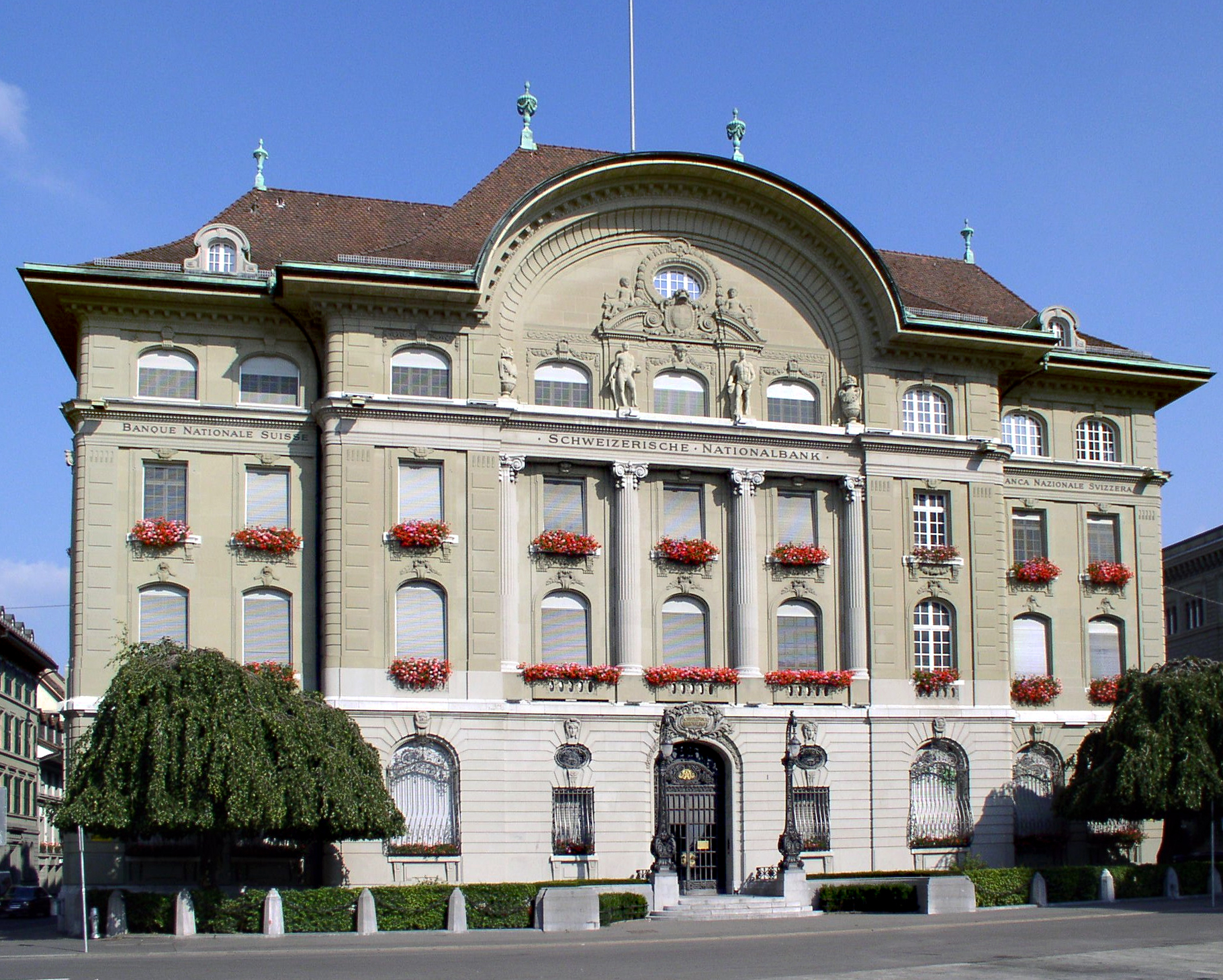
Die Schweizerische Nationalbank in Bern

Im Juni 2009 wurde bekannt, dass Libyen über 5 Mrd. Franken Anlagevermögen von Schweizer Banken abgezogen hatte. Gegenüber einer Nachrichtenagentur erklärte Farhat Bengdara, der Chef der libyschen Zentralbank, Libyen habe all seine Guthaben auf Schweizer Banken abgezogen und auf andere Banken in Europa überwiesen.
Gemäss der Schweizerischen Nationalbank lagen Ende 2007 auf Schweizer Banken 5,784 Mrd. Franken (3,76 Mrd. Euro) Libyens. Hinzu kamen Treuhandanlagen in der Höhe von 812 Mio. Franken. Die libyschen Guthaben wurden innerhalb eines Jahres um gut eine Milliarde aufgestockt. Die Guthaben der Schweizer Banken in Libyen beliefen sich umgekehrt Ende 2007 auf lediglich 111 Mio. Franken.

##### Swiss

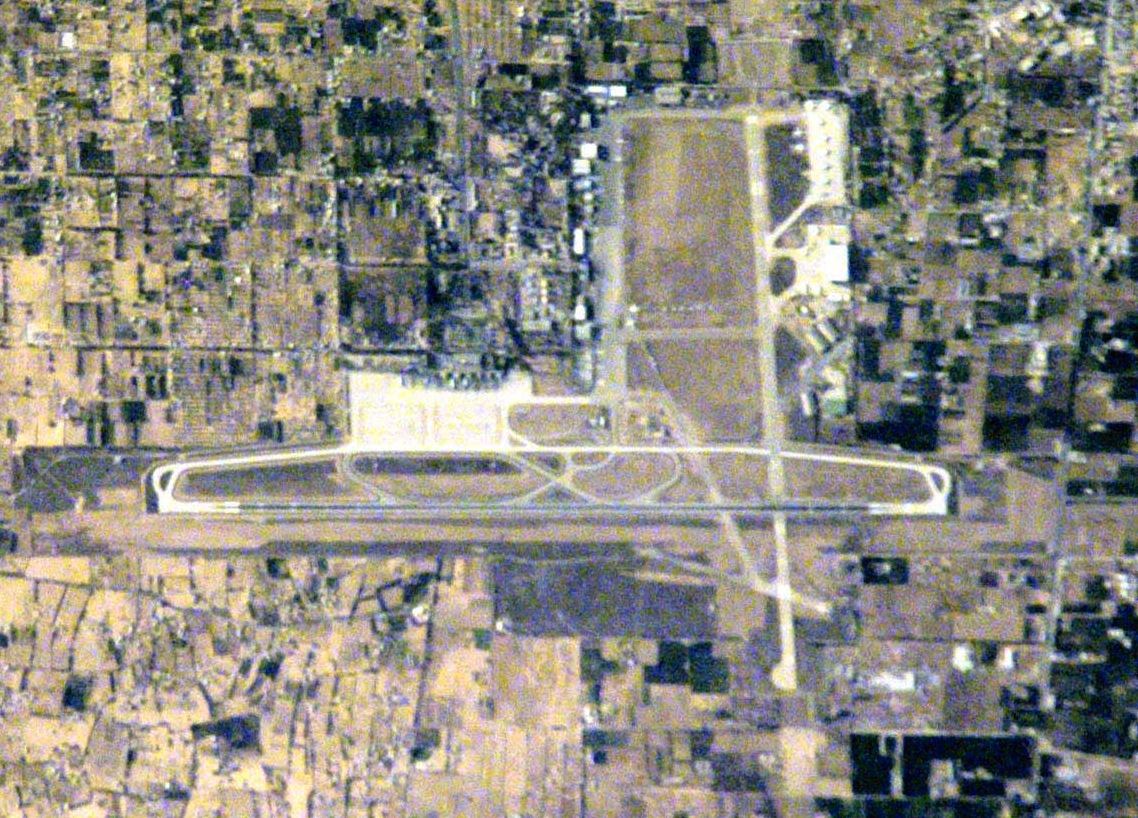
Luftaufnahme des Flughafens in Tripolis

Die Fluggesellschaft Swiss durfte Tripolis nicht mehr anfliegen. Libyen machte «technische Gründe beim Umbau des Flughafens von Tripolis» geltend.
Gemäss Swiss-Sprecher Jean-Claude Donzel war von der Massnahme die wöchentliche Verbindung zwischen der Schweiz und Libyen betroffen. Dieser Flug war nach dem Zwist zwischen der Schweiz und Libyen im Sommer als einziger aufrechterhalten worden.
Bis Dezember 2008 gab es daher statt drei nur noch einen Direktflug von Zürich nach Tripolis. Dann untersagte Libyen auch diesen Flug.
Swiss habe ihre Organisation in der libyschen Hauptstadt aufgelöst und die Flugzeuge würden nun anderweitig eingesetzt, sagte Swiss-Sprecherin Andrea Kreuzer auf Anfrage der Nachrichtenagentur SDA. Auch nach der Beilegung des Konflikts zwischen der Schweiz und Libyen nahm die Swiss die Flugverbindung nicht wieder auf.

##### Weitere wirtschaftliche Massnahmen
Eine weitere wirtschaftliche Massnahme war, dass Schiffe mit einer Schweizerflagge an den Häfen Libyens nicht anlegen und beladen werden durften. Zudem liess Gaddafi eine Visasperre verhängen und sämtliche Niederlassungen von Schweizer Firmen schliessen.
Am 3. März 2010 verhängte Libyen einen totalen Wirtschaftsboykott gegen die Schweiz, was Gaddafi mit den angespannten Beziehungen begründete. So sollten Arzneimittel und medizinische Geräte von anderen Staaten importiert werden und Erdöllieferungen an die Schweiz gestoppt werden.

#### Festgehaltene Personen
Als Reaktion auf die Verhaftung Hannibals wurden drei Tage danach der 54-jährige Aargauer Max Göldi, Mitarbeiter bei der ABB, und der 68-jährige Waadtländer Rachid Hamdani festgehalten. Beide waren Schweizer, Hamdani war zusätzlich tunesischer Staatsbürger. Aus libyscher Sicht waren die zwei Schweizer keine Geiseln, sondern ausländische Staatsbürger, die deswegen nicht ausreisen können, weil sie gegen die Aufenthaltsbestimmungen verstossen hätten. Zudem waren sie nicht zum Aufenthalt in der Schweizer Botschaft gezwungen. Sie dürften sich im Lande frei bewegen, würden aber überwacht. Ihre Situation sei zermürbend. Sie würden leiden. Deshalb setzte sich der Bundesrat für ihre Situation ein.
Gefordert würden pro Kopf 500'000 Dinars, umgerechnet rund 430'000 Franken. Wenn die Überweisung erfolgt sei, müsse der Staatsanwalt nur noch unterschreiben, damit die beiden ausreisen könnten.
Laut dem Sprecher des Finanzdepartements, Roland Meier, handelte es sich bei der Information um ein Gerücht. Keinen Kommentar gab es auch zu den Angaben des libyschen Vize-Aussenministers Khaled Kaim vom Vortag, wonach die beiden Schweizer eine Buße in ungenannter Höhe bezahlen müssten, bevor sie das Land verlassen könnten.

«Wir stellen fest, dass die beiden Schweizer Libyen bis am Montag um Mitternacht nicht verlassen konnten, trotz einer entsprechenden schriftlichen Zusicherung des libyschen Premierministers an Bundespräsident Merz.»

Wie diverse Nachrichtenagenturen am 1. Dezember 2009 meldeten, wurden die beiden Geiseln zu 16 Monaten Haft in Libyen verurteilt. In Meldungen aus Tripolis hiess es, die Strafe sei wegen Visa- und Steuervergehen verhängt worden. Gegen Jahresende steigerte sich die Affäre, nachdem Amnesty International von Libyen für die beiden Schweizer ein faires Verfahren oder unmittelbare Freilassung verlangt hat.
In einem Berufungsverfahren im Februar 2010 wurde für Göldi das Strafmass auf vier Monate Haft reduziert, aus der er am 10. Juni entlassen wurde. Allerdings kam eine Geldstrafe über 860 Franken wegen illegaler Geschäftstätigkeit hinzu. Das Verfahren gegen Hamdani wurde dagegen eingestellt und dieser wurde ausgewiesen. Er reiste über Tunesien zurück in die Schweiz. Max Göldi traf am 14. Juni 2010 ebenfalls wieder in der Schweiz ein. Auf dem Heimflug wurde er von Aussenministerin Micheline Calmy-Rey begleitet.

#### Militärische Drohungen und Verlangen

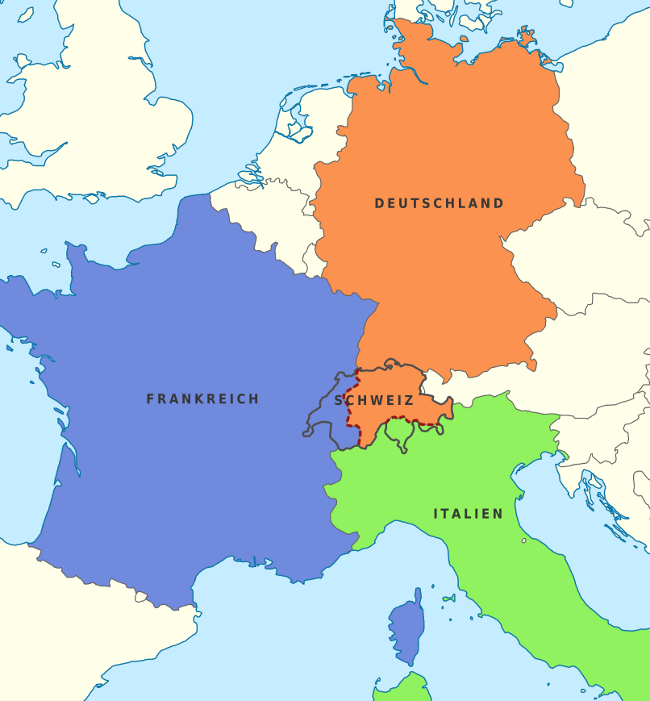
Auf dem Höhepunkt der Affäre schlug Gaddafi 2009 der UNO die Aufteilung der Schweiz an drei Nachbarländer vor (beispielhafte Darstellung).

Am Rande des G8-Gipfels im Juli 2009 in Italien bezeichnete Gaddafi die Schweiz als Helferin des Terrorismus und schlug vor, die Schweiz zu zerschlagen. Dazu sollten die Landesteile der Schweiz den umliegenden Nationen zugeordnet werden, da die Schweiz die «Mafia der Welt» sei.

«Hätte ich eine Atombombe, würde ich die Schweiz von der Landkarte entfernen.»

Libyen stellte einen Antrag zur Zerschlagung der Schweiz an die Generalversammlung der Vereinten Nationen, welche ab dem 15. September 2009 stattfand. Libyen hatte zu der Zeit den Vorsitz der Versammlung inne. Der Antrag kam nicht auf die Tagesordnung, da er vom zuständigen Komitee für die Planung des Programms der Generalversammlung abgelehnt wurde. Gaddafi kam in seiner neunzigminütigen Rede vor der Versammlung am 23. September 2009 wider Erwarten nicht auf das Thema Schweiz zu sprechen.
Die Forderung zur Zerschlagung der Schweiz wiederholte Gaddafi im Interview mit der Zeitschrift Der Spiegel Anfang Januar 2010.
Am 25. Februar 2010 hielt der libysche Staatschef eine Rede in Bengasi anlässlich des Geburtstages des Propheten Mohammed. Die Rede wurde live im libyschen Fernsehen übertragen. In ihr rief Gaddafi zum Dschihad gegen die Schweiz, den Zionismus und die ausländische Aggression auf. Er begründete dies mit der in der Schweiz drei Monate vorher vom Volk angenommenen Minarettinitiative, womit die Schweiz sich gegen den Koran stelle und somit ungläubig und abtrünnig sei, ebenso wie alle Muslime, die mit der Schweiz zusammenarbeiten.

### Diplomatie

#### Staatsvertrag
Um die Krise beizulegen, entschuldigte sich der Schweizer Bundespräsident Hans-Rudolf Merz am 20. August 2009  in Libyen für die Verhaftung von Hannibal Gaddafi im Juli 2008. In einem Vertrag beschlossen die beiden Länder, die bilateralen Beziehungen wiederherzustellen. Auch sollten die zwei in Libyen festgehaltenen Schweizer ausreisen dürfen. Der zweite Punkt des Staatsvertrags sah vor, dass die diplomatischen Beziehungen 60 Tage nach der Vertragsunterzeichnung wiederhergestellt würden. Diese Frist endete am 20. Oktober 2009.
Gemäss dem Staatsvertrag zwischen der Schweiz und Libyen vom 20. August 2009 wurde zur Beilegung der Krise auch die Einrichtung eines internationalen Schiedsgerichts für den Fall der Verhaftung von Hannibal Gaddafi im Juli 2008 in Genf beschlossen. Das Abkommen sah die Entsendung eines Vertreters durch Libyen und die Schweiz und innerhalb von 20 Tagen die Benennung eines weiteren dritten Richters vor, der das Schiedsgericht mit Sitz in London präsidieren soll. Sobald das Gericht bestellt gewesen wäre, hätte es 60 Tage Zeit gehabt, um ein Urteil zu fällen. Der Schweizer Bundesrat ernannte hierzu am 30. August 2009 die britische Juristin und Völkerrechtlerin Elizabeth Wilmshurst als Richterin. Libyen stellte den britischen Anwalt Saad Jabbar für das Schiedsgericht mit Sitz in London auf.

#### Sistierung des Vertrages
Am 4. November 2009 sistierte die Schweizer Regierung das Abkommen vom 20. August 2009, da die libysche Regierung sich an keinen der im Vertrag vereinbarten Punkte gehalten hatte und ausserdem die beiden Geiseln mit einer List aus der Schweizer Botschaft lockte (den Geiseln wurde dabei mitgeteilt, dass sie medizinische Tests durchführen müssen, bevor sie das Land verlassen könnten) und anschliessend an einen unbekannten Ort brachte. Die beiden Geiseln durften sich seit dem 9. November wieder in der Botschaft aufhalten, das Land aber weiterhin nicht verlassen.

#### Klage in Genf
Hannibal Gaddafi klagt wegen der veröffentlichten Polizeifotos den Kanton Genf, die publizierende Zeitung sowie die Journalisten wegen Persönlichkeitsverletzung an. Zu Weihnachten hat Libyens Aussenministerium neue Vorwürfe gegen die Schweiz publiziert. So wird nun behauptet, die Genfer Polizei habe den Sohn Gaddafis misshandelt.

#### Einschränkungen der Visumsvergabe
Der Streit spitzte sich am 15. Februar 2010 weiter zu, als Libyen keine Einreiseerlaubnis mehr für die Mitgliedstaaten des Schengener Abkommens erteilte und selbst bereits ausgestellte Visa für ungültig erklärte. Die Regierung Libyens bezeichnete dies als Reaktion auf eine Schweizer Liste, auf der 180 Libyer verzeichnet sind, die nicht in den Schengen-Raum einreisen dürfen, darunter auch Gaddafi. Am 22. Februar wollten sich die EU-Aussenminister bei einem Treffen über den aktuellen Konflikt beraten.

#### Implikation der Vereinigten Staaten
Der Sprecher des US-Aussenministeriums P. J. Crowley gestattete sich nach der Proklamation des Dschihad einen belustigten Kommentar. Er verglich die Ankündigung mit den Ansprachen al-Gaddafis vor der UNO-Generalversammlung, welche ebenfalls viele Worte, aber nicht notwendigerweise viel Sinn enthalten würden. Nach einer heftigen Reaktion des libyschen Botschafters Ali Audschali in den USA sagte Crowley, dass dies kein persönlicher Angriff gewesen sei. Libyen reichte dies nicht und drohte daraufhin den US-Ölfirmen mit Konsequenzen.

#### Normalisierung
Im Zuge des Bürgerkriegs in Libyen, bei dem al-Gaddafi gestürzt wurde, normalisierte sich die Lage. Mitte Juli 2011 eröffnete die Schweiz ein Verbindungsbüro in Bengasi und am 29. September 2011 ernannte der Bundesrat Michel Gottret als neuen Botschafter der Schweiz in Libyen.
Am 9. Januar 2012 gab die neue Regierung Libyens bekannt, dass sämtliche Sanktionen gegen die Schweiz aufgehoben wurden.

## Pläne zur militärischen Befreiungsaktion
Wie im Nachgang zur Affäre bekannt wurde, zog die Schweiz auch eine militärische Befreiungsaktion in Libyen in Betracht.
Aussenministerin Micheline Calmy-Rey wurde am 19. Juni 2010 in einem Interview darauf angesprochen. Allgemein sagte sie, dass in einer einzigartigen Krise sämtliche Optionen geprüft werden müssten. Zur Frage, ob es konkrete Pläne zur Militärintervention gab, sagte sie, dass sie sich dazu nicht äussern kann. Am 21. Juni 2010 verlas Bundespräsidentin Doris Leuthard vor den Medien eine Erklärung und bestätigte, dass der Bund Pläne zu einer Geiselbefreiung geschmiedet hatte. Um was für Aktionen es sich handelte, gab sie nicht bekannt.
Medienspekulationen zufolge wurden verschiedenste Optionen geprüft. Der Tages-Anzeiger sprach von folgenden Plänen: Man wollte die Schweizer Geiseln wenige Tage vor Weihnachten 2008 über die algerische Grenze fahren. Dies sei nicht zu Stande gekommen, da Algerien unerfüllbare Bedingungen gestellt hätte. Kurz darauf plante der Bund eine ähnliche Aktion, diesmal sollte die Flucht über Niger führen. Auch diese Aktion wurde nicht durchgeführt; vermutet wird, dass Algerien Libyen gewarnt habe. Bereits im Herbst 2008 sei erwogen worden, die Geiseln mit einem Kleinflugzeug aus dem Land zu schleusen. In den letzten Wochen des Geiseldramas sollte der Geheimdienst eine weitere Option geprüft haben. Die Idee war, eine britische Sicherheitsfirma zu engagieren. Als theoretische Variante sei eine private Befreiungsaktion vom Meer her diskutiert worden, wobei ein U-Boot zum Einsatz gekommen wäre.
Zum möglichen Einsatz kämen für einige dieser Optionen das Armee-Aufklärungsdetachement und Agenten zur Fluchtbefreiung in Frage.
Peter Regli, früherer Geheimdienstchef, bezeichnete in einem Interview vom 26. Juni 2010 diese in den Medien skizzierten Pläne als Gerüchte und Spekulationen.

## Künstlerische Aufarbeitung
Die Libyen-Affäre diente als Vorlage für das satirische Bühnen-Stück «Die Nepotistan-Affäre», das im September 2011 Premiere im Casinotheater Winterthur feierte. Das Stück wurde von Viktor Giacobbo und Domenico Blass geschrieben. Regie führte Stefan Huber, Schauspieler sind David Bröckelmann, Hanspeter Müller-Drossaart, Daniel Ludwig, László I. Kish, Rolf Sommer und Esther Gemsch.

## Dokumentarfilme
- Hansjürg Zumstein: Die verlorene Ehre. Zwei Schweizer Geiseln in den Händen eines Diktators. Video in: DOK, Schweizer Fernsehen vom 14. Juni 2010
- Anne-Frédérique Widmann, Marie-Laure Baggiolini: Auge um Auge – Wie der libysche Diktator die Schweiz erpresste. In: DOK, SRF 1 vom 6. März 2014 (YouTube)